# Apodemus latronum
Apodemus latronum е вид бозайник от семейство Мишкови (Muridae). Видът е незастрашен от изчезване.

## Разпространение
Разпространен е в Индия, Китай (Съчуан, Тибет, Цинхай и Юннан) и Мианмар.